# 中野勝博
中野勝博 (なかの かつひろ) は、日本男性の音響効果技師。サウンドボックス所属。

## 作品
- ナースウィッチ小麦ちゃんマジカルてシリーズ（KARTE.2までは効果助手）
- HAPPY★LESSON シリーズ（TV第1期以降）
- 遙かなる時空の中で2-白き龍の神子-（上・下巻） ※上巻は倉橋静男と共同担当
- 真月譚 月姫
- 神魂合体ゴーダンナー!! シリーズ
- 天上天下
- 一撃殺虫!!ホイホイさん
- 遙かなる時空の中で-八葉抄-
- げんしけん
- W〜ウィッシュ〜
- 学校の怪談
- 苺ましまろ
- 月は東に日は西に 〜Operation Sanctuary〜
- To Heart 〜Remember my Memories〜
- ハチミツとクローバー シリーズ
- はっぴぃセブン 〜ざ・テレビまんが〜
- IZUMO -猛き剣の閃記-
- 灼眼のシャナ シリーズ（劇場版も含む）
- タクティカルロア
- 今日の5の2（OVA版）
- ウィッチブレイド
- 吉永さん家のガーゴイル
- ゼーガペイン
- 劇場版 遙かなる時空の中で 舞一夜
- くじびき♥アンバランス
- 奏光のストレイン
- BALDR FORCE EXE RESOLUTION
- のだめカンタービレ シリーズ ※第1期は渡辺雅文と共同担当
- ひだまりスケッチ シリーズ
- キスダム -ENGAGE planet-
- ぼくらの
- さよなら絶望先生 シリーズ
- ぽてまよ
- キミキス pure rouge
- 遙かなる時空の中で3（TVアニメシリーズ）
- ブラスレイター
- 狂乱家族日記 ※第19・20話のみ担当、長谷川卓也と共同担当
- 恋姫†無双
- とらドラ!
- まりあ†ほりっく
- 初恋限定。
- バスカッシュ!
- 青い花 ※第4話以降は小山健二と共同担当
- CANAAN
- 生徒会の一存
- 真・恋姫†無双シリーズ
- 迷い猫オーバーラン! ※第4話を除く。第8話は山谷尚人と共同担当
- 四畳半神話大系
- それでも町は廻っている
- とある科学の超電磁砲シリーズ（OVA版、ゲーム版のアニメーションパート、第2期）
- 夜桜四重奏 〜ホシノウミ〜
- エア・ギア 黒の羽と眠りの森 -Break on the sky-
- G-taste（ベストセレクション版）
- 放浪息子
- ナナとカオル
- かってに改蔵
- そふてにっ
- 変ゼミ
- あの日見た花の名前を僕達はまだ知らない。
- 電波女と青春男
- 花咲くいろは
- ロウきゅーぶ!シリーズ
- ベン・トー
- 一騎当千 集鍔闘士血風録
- 武装中学生
- あの夏で待ってる
- 黄昏乙女×アムネジア
- TARI TARI
- ココロコネクト
- あくちぇる・わーるど。
- To LOVEる -とらぶる- ダークネス
- 好きっていいなよ。
- ノ・ゾ・キ・ア・ナ
- まおゆう魔王勇者
- 劇場版 とある魔術の禁書目録 -エンデュミオンの奇蹟- ※長谷川卓也、武藤晶子、倉橋裕宗と共同担当
- アルヴ・レズル -機械仕掛けの妖精たち-
- やはり俺の青春ラブコメはまちがっている。シリーズ
- ガンダムビルドファイターズシリーズ
- ルパン三世 princess of the breeze 〜隠された空中都市〜 ※倉橋静男、山谷尚人、長谷川卓也、西佐和子と共同担当
- ニセコイシリーズ
- ピンポン THE ANIMATION
- ノブナガ・ザ・フール
- RAIL WARS!
- アルドノア・ゼロ ※第11話から担当
- 幸腹グラフィティ
- 対魔導学園35試験小隊
- アクエリオンロゴス ※倉橋静男と共同担当
- ハルチカ〜ハルタとチカは青春する〜
- DAYS（効果助手）
- 刀剣乱舞-花丸-
- 鬼平
- 夜は短し歩けよ乙女
- 夜明け告げるルーのうた
- DEVILMAN crybaby
- 俺を好きなのはお前だけかよ
- パズドラクロス ※倉橋静男と共同担当
- 映像研には手を出すな! ※合田麻衣子と共同担当
- THE GOD OF HIGH SCHOOL ゴッド・オブ・ハイスクール
- アキバ冥途戦争[1]
- ギルドの受付嬢ですが、残業は嫌なのでボスをソロ討伐しようと思います
- 謎解きはディナーのあとで